# Glenn Goltz
Glenn Goltz (* 1971 in Hamburg) ist ein deutscher Schauspieler.

## Leben

### Ausbildung und Theater
Glenn Goltz studierte von 1993 bis 1997 Schauspiel an der Universität der Künste in Berlin. Anschließend hatte er Festengagements am Stadttheater Osnabrück (1997–1999), am Staatstheater Mainz (1999–2001), an den Wuppertaler Bühnen (2001–2002) und am Theater Bonn (2002–2003).
Goltz spielte zunächst das klassische Theaterrepertoire, hauptsächlich im Rollenfach des „Jugendlichen Helden“. Er übernahm u. a. Rollen wie Franz Moor in „Die Räuber“, Romeo in „Romeo und Julia“ und Ferdinand in „Kabale und Liebe“; außerdem spielte er die Titelrolle in Kleists „Die Hermannsschlacht“, Max Piccolomi in „Wallenstein“ und Jimmy Porter in „Blick zurück im Zorn“ von John Osborne.
Von 2004 bis 2007 arbeitete er freiberuflich als Schauspieler. Er gastierte in dieser Zeit u. a. am Nationaltheater Mannheim (Spielzeit 2003/04), am Theater an der Ruhr/Mülheim (Spielzeit 2004/05), am Theaterhaus Jena (Spielzeit 2004/05), am Schauspiel Köln (Spielzeit 2006/07), am Nationaltheater Sofia, am Dramatischen Theater Varna (Bulgarien), am Nationaltheater Luxemburg (Spielzeit 2006/07), sowie bei den Salzburger Festspielen und den Ruhrfestspielen Recklinghausen. 2004 gründete er gemeinsam mit Roland Silbernagl die freie Theatergruppe „goltz+silber“; mit deren Produktionen gastierte er bei zahlreichen Festivals.
Am Deutschen Schauspielhaus in Hamburg gastierte er in der Spielzeit 2006/07 als Rattengift in „Scherz, Satire, Ironie und tiefere Bedeutung“ von Christian Dietrich Grabbe; Regie führte Roger Vontobel.
Ab der Spielzeit 2007/08 war er bis 2012 festes Ensemblemitglied am Theater Bremen. Hier spielte er u. a. Brick in „Die Katze auf dem heißen Blechdach“ (Regie: Christian von Treskow), Mauler in „Die heilige Johanna der Schlachthöfe“ (Regie: Frank-Patrick Steckel), Gerichtsrat Walter in „Der zerbrochne Krug“ (Regie: Christian Pade), Lövborg in „Hedda Gabler“ (Regie: Sebastian Schug) und die Titelrolle in „Macbeth“ (Regie: Frank-Patrick Steckel). In der Spielzeit 2010/11 trat er am Theater Bremen u. a. als Badearzt Doktor Thomas Stockmann in „Ein Volksfeind“ (Regie: Robert Schuster) und als Volker in „Die Nibelungen“ (Regie: Herbert Fritsch) auf. 2008 wurde er von den Theaterfreunden des Theaters Bremen für den Kurt-Hübner-Preis nominiert.
In der Spielzeit 2012/13 trat er erneut am Deutschen Schauspielhaus auf; er spielte die Rolle des Pablo in „So was von da“ (Regie: Jorinde Dröse).
Von 2013 bis 2018 war Glenn Goltz festes Ensemblemitglied am Theater Bonn. Er spielte dort u. a. den Karl Liebknecht in „Karl und Rosa“, den König Peter in „Leonce und Lena“, Hagen in „Die Nibelungen“, die Titelrolle in „Faust“ (mit Daniel Breitfelder als Mephisto) und Sorin in „Die Möwe“.
Weitere Rollen am Theater Bonn waren Thomas Buddenbrook in einer „Buddenbrooks“-Bühnenfassung (Premiere: Spielzeit 2016/17, Regie: Sandra Strunz), Sebastian in „Der Sturm“ (Premiere: Spielzeit 2016/17, Regie: Gavin Quinn) und „Newton“ in „Die Physiker“ (Premiere: Spielzeit 2017/18, Regie: Simon Solberg). In der Spielzeit 2018/19 trat Goltz als Gast am Theater Bonn weiterhin auf.
Er arbeitete im Laufe seiner Karriere auch mit den Regisseuren Andreas Kriegenburg, Volker Lösch, Peter Stein, Niels-Peter Rudolph, Alice Buddeberg und dem Regio-Duo Biel/Zboralski zusammen.
2016 erhielt er den Bonner Theaterpreis „Thespis“ für herausragende schauspielerische Leistungen.
Seit 2018 ist Glenn Goltz als freier Schauspieler tätig und gastiert u. a. am Düsseldorfer Schauspielhaus. In der Spielzeit 2018/19 gastierte er an der Seite von Valerie Koch und Gertrud Roll in dem Stück „Bella Figura“ von Yasmina Reza am Stadttheater Klagenfurt.

### Film und Fernsehen
Glenn Goltz arbeitet seit 1993 auch regelmäßig für Film und Fernsehen. Seine Theaterarbeit stellte jedoch nach wie vor den Schwerpunkt seiner Karriere als Schauspieler dar. Einen seiner ersten Fernsehauftritte hatte er im Tatort: Klassen-Kampf (1994); er spielte Frank Hoffmann, den besten Freund des Opfers. In der Fernsehserie Mensch, Pia! hatte er eine durchgehende Seriennebenrolle; er spielte den jungen Lehrer Dr. Friedhelm ‚Buddha‘ Pflüger. In dem Fernsehfilm Baal (2004) hatte er eine Nebenrolle als Claude. In der ZDF-Krimireihe Stubbe – Von Fall zu Fall war er 2012 in einer Nebenrolle zu sehen; er spielte den Rechtsanwalt Obermann.
Goltz hatte auch Episodenrollen u. a. in den Serien Wolkenstein (1996), Alphateam – Die Lebensretter im OP (1998; als bester Freund eines Musikers), Unser Charly (1999), Die Sitte (2004), Nikola (2004), SOKO Wismar (2005), Alarm für Cobra 11 – Die Autobahnpolizei (2005), SOKO Köln (2006; als Gast des Krimi-Dinners auf dem abgelegenen Gut Lahnstein), Küstenwache (2007; als Schiffbrüchiger und 2011; als Werftbesitzer), Die Pfefferkörner (2008; als Dealer Bodo), Da kommt Kalle (2009; als Freigänger Sven Kröger) und Der letzte Bulle (2010; als Kunde einer Seitensprung-Agentur).
Im Oktober 2015 war er in der ZDF-Krimiserie SOKO Köln in einer Episodenhauptrolle zu sehen. Er spielte den Zollbeamten Wolf König, den Lebensgefährten der unter Verdacht geratenen Polizistin Charlotte Tauber (Julia Jäger). In der 3. Staffel der ZDF-Serie SOKO Hamburg übernahm Goltz eine der Episodenrollen als Architekt und tatverdächtiger „Helikopter-Vater“ eines Grundschülers mit schlechten Noten.
Glenn Goltz lebt in Hamburg.

## Filmografie (Auswahl)
- 1994: Tatort – Klassen-Kampf (Fernsehreihe)
- 1995: Frisk (Kinofilm)
- 1996: Mensch, Pia! (Fernsehserie; Seriennebenrolle)
- 1996: Wolkenstein (Fernsehserie; Folge: Einzelkämpfer)
- 1998: Alphateam – Die Lebensretter im OP (Fernsehserie; Folge: Turbulenzen)
- 1999: Unser Charly (Fernsehserie; Folge: Wolken über den Bergen)
- 2001: Tatort – Exil! (Fernsehfilm)
- 2004: Baal (Fernsehfilm)
- 2004: Die Sitte (Fernsehserie; Folge: Lockvogel)
- 2004: Nikola (Fernsehserie; Folge: Haben wir oder haben wir nicht?)
- 2005: SOKO Wismar (Fernsehserie; Folge: Ausgetanzt)
- 2005: Alarm für Cobra 11 – Die Autobahnpolizei (Fernsehserie; Folge: Comeback)
- 2006: SOKO Köln (Fernsehserie; Folge: Eine Leiche zum Frühstück)
- 2007: Post mortem (Fernsehserie; Folge: Tod auf Raten)
- 2007: Küstenwache (Fernsehserie; Folge: Alles hat seinen Preis)
- 2008: Die Pfefferkörner (Fernsehserie; Folge: Schlankheitspillen)
- 2009: Da kommt Kalle (Fernsehserie; Folge: Falsches Spiel)
- 2010: Der letzte Bulle (Fernsehserie; Folge: Fremdengehen für Anfänger)
- 2011: Küstenwache (Fernsehserie; Folge: Ein tödliches Spiel)
- 2012: Stubbe – Von Fall zu Fall: In dieser Nacht (Fernsehfilm)
- 2015: SOKO Köln (Fernsehserie; Folge: Vorurteile)
- 2015: Helen Dorn – Bis zum Anschlag (Fernsehreihe)
- 2018: Rentnercops (Fernsehserie; Folge: Bankgeheimnis)
- 2019: Marie Brand und der Reiz der Gewalt (Fernsehreihe)
- 2021: SOKO Hamburg (Fernsehserie, Folge: Unter Lehrern)
- 2022: Solo für Weiss – Todesengel (Fernsehreihe)
- 2022: Neben der Spur – Die andere Frau